# Ángel Garrido
Pour les articles homonymes, voir Garrido (homonymie) et Garcia.
Ángel Garrido García (/ˈãŋxɛl ɣaˈriðo ɣaɾˈsia/) est un homme politique espagnol membre de Ciudadanos (Cs), né à Madrid le 7 avril 1964.
Initialement membre du Parti populaire (PP), il est conseiller municipal de Pinto entre 1995 à 1999, il accède au conseil municipal de Madrid lors des élections de mai 1999. Il travaille dans l'ombre comme président de plusieurs districts madrilènes jusqu'à sa nomination, en 2011, comme président du conseil municipal, par la conservatrice Ana Botella. Proche de Cristina Cifuentes, celle-ci le choisit en avril 2015 comme directeur de campagne en vue des élections à l'Assemblée de Madrid du mois de mai 2015.
Élu député régional, il est chargé de négocier un accord d'investiture avec les sociaux-libéraux de Ciudadanos. Il est récompensé par Cifuentes, le 27 juin 2015, par sa désignation comme conseiller à la Présidence, à la Justice et porte-parole du gouvernement. Véritable numéro deux de la communauté de Madrid et de la fédération madrilène du Parti populaire, il assume l'intérim de la présidence après la démission de Cifuentes le 25 avril 2018. Il est alors choisi par Mariano Rajoy pour accomplir la dernière année de la législature.
Après que le président du PP Pablo Casado ne l'a pas désigné candidat aux élections régionales de mai 2019, il l'inclut sur la liste des élections européennes. Trois semaines plus tard, il renonce à cette candidature, quitte le PP et rejoint Ciudadanos, qui lui accorde une place sur sa liste aux élections régionales.

## Famille et vie privée
Né à Madrid en 1964, il passe les étés de son enfance dans un petit village de la comarque d'El Barco de Ávila - Piedrahíta dans le sud-ouest de la province d'Ávila. Il réalise sa scolarité au collège Tajamar, lié à l'Opus Dei et réservé aux garçons. Il collectionne les premières éditions des ouvrages de l'écrivaine argentine Silvina Ocampo. Passionné par la littérature, Jorge Luis Borges, Ernesto Sábato, Federico García Lorca et Antonio Tabucchi figurent parmi ses auteurs préférés. Comme Cifuentes, son film favori correspond à la production de Ridley Scott Blade Runner. Aficionado, il défend inlassablement la tauromachie et fréquente régulièrement les arènes madrilènes de Las Ventas,. Il soutient également le club Atlético de Madrid.
Au début de sa carrière, il tient un blog intitulé « Political Incorrectness » dans lequel il relate son expérience et de nombreuses anecdotes sur des personnalités politiques qu'il a rencontrées. Il indique qu'il écrira « jusqu'à ce que permet le militantisme dans un parti politique, c'est-à-dire, en évitant le suicide [politique] ».
Divorcé, il est père de trois enfants : deux fils et une fille.

## Formation et vie professionnelle
Ángel Garrido est titulaire d'un diplôme d'ingénieur des mines, obtenu à l'université polytechnique de Madrid. Il a principalement travaillé comme chef de projet dans le domaine de la logistique dans le secteur privé.

## Vingt ans de mandats municipaux

### Premières responsabilités à Pinto
Admiratif du charisme et de l'action politique d'Adolfo Suárez, il adhère, en 1989, au Centre démocratique et social (CDS) fondé par l'ancien président du gouvernement et intègre la section du quartier de Vallecas. En 1991, à la chute de la CDS, il s'inscrit au PP refondé deux ans plus tôt. Lors des élections municipales de mai 1995, il concourt en troisième position sur la liste présentée à Pinto. Il obtient alors son premier mandat de conseiller municipal et est désigné porte-parole du groupe populaire.

### Un gestionnaire soutenant Esperanza Aguirre
Lors des élections suivantes de juin 1999, il est investi en vingt-huitième position sur la liste de José María Álvarez del Manzano dans la capitale espagnole. Dernier élu de la liste, il accède au conseil municipal madrilène et est alors chargé de présider et d'assurer l'administration des districts de Villa de Vallecas, Latina, Usera et Chamberí. Il est réélu lors des scrutins de 2003 et 2007 sur les listes d'Alberto Ruiz-Gallardón après avoir respectivement été investi en vingt-neuvième puis seizième position. C'est entre 2004 et 2008 qu'il fait la connaissance de Cristina Cifuentes, alors secrétaire exécutive à la Politique territoriale du PPM. Il déclare à son sujet que « Cifuentes est l'une de ses âmes jumelles » et qu'ils « pensent très pareillement ». Se forme alors une équipe de confiance entre lui, Cifuentes et Jaime González Taboada. Il se range toutefois, dès l'automne 2004, du côté d'Esperanza Aguirre lorsque celle-ci envisage de disputer la présidence du PPM au vice-maire de Madrid, Manuel Cobo, dont Ruiz-Gallardón est le principal soutien. Garrido se trouve alors évincé des décisions importantes prises par le maire. Cette situation le conduit, en 2007, à rappeler que le règlement intérieur du groupe municipal oblige la tenue d'une réunion hebdomadaire de l'ensemble des conseillers conservateurs.

### Président du conseil municipal de Madrid

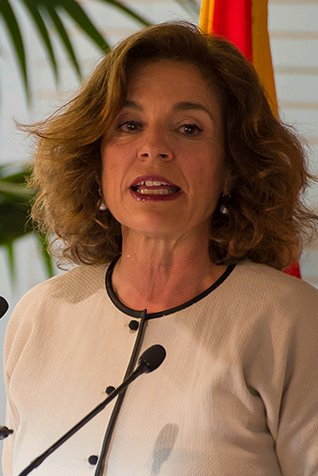
Ana Botella, en août 2014.

Il sort de l'anonymat en 2010 lorsqu'il publie un billet sur son blog dans lequel il critique les mauvaises relations entre le secrétaire général du PSM Tomás Gómez et le président du gouvernement José Luis Rodríguez Zapatero.
Il conserve son mandat après les élections municipales de mai 2011 auxquelles il concourt toujours à la seizième position. Lorsqu'Ana Botella est élue maire de Madrid après la démission de Ruiz-Gallardón en décembre 2016, celle-ci le nomme président du conseil municipal. Cette fonction, instaurée par Ruiz-Gallardón et maintenue par Botella, est similaire à celle d'un président d'assemblée parlementaire. L'intention du maire est de se soumettre aux questions des différents porte-parole municipaux avant la tenue des sessions ordinaires du conseil. En plus de cette nouvelle fonction, il obtient la présidence de la junte du district de Retiro et de Villa de Vallecas. Garrido indique alors que cette étape correspond à ce qu'il « a fait de plus beau ».
En 2012, lors du congrès de Séville du Parti populaire, il rédige deux amendements avec Cristina Cifuentes ; le premier demandant le retrait du terme « chrétien » du programme social du parti et le deuxième demandant l'égalité en droit des couples de même sexe et des couples hétérosexuels en matière d'adoption. Alors que le premier est rejeté, le deuxième amendement fait l'objet d'une proposition alternative négociée avec Alberto Núñez Feijóo et José Ramón Bauzá qui prévoit l'inscription de ce droit dans une liste de droits et d'attendre la décision du Tribunal constitutionnel relative au mariage des couples de même sexe.

## Bras droit et conseiller de Cifuentes

### Numéro deux de l'exécutif régional

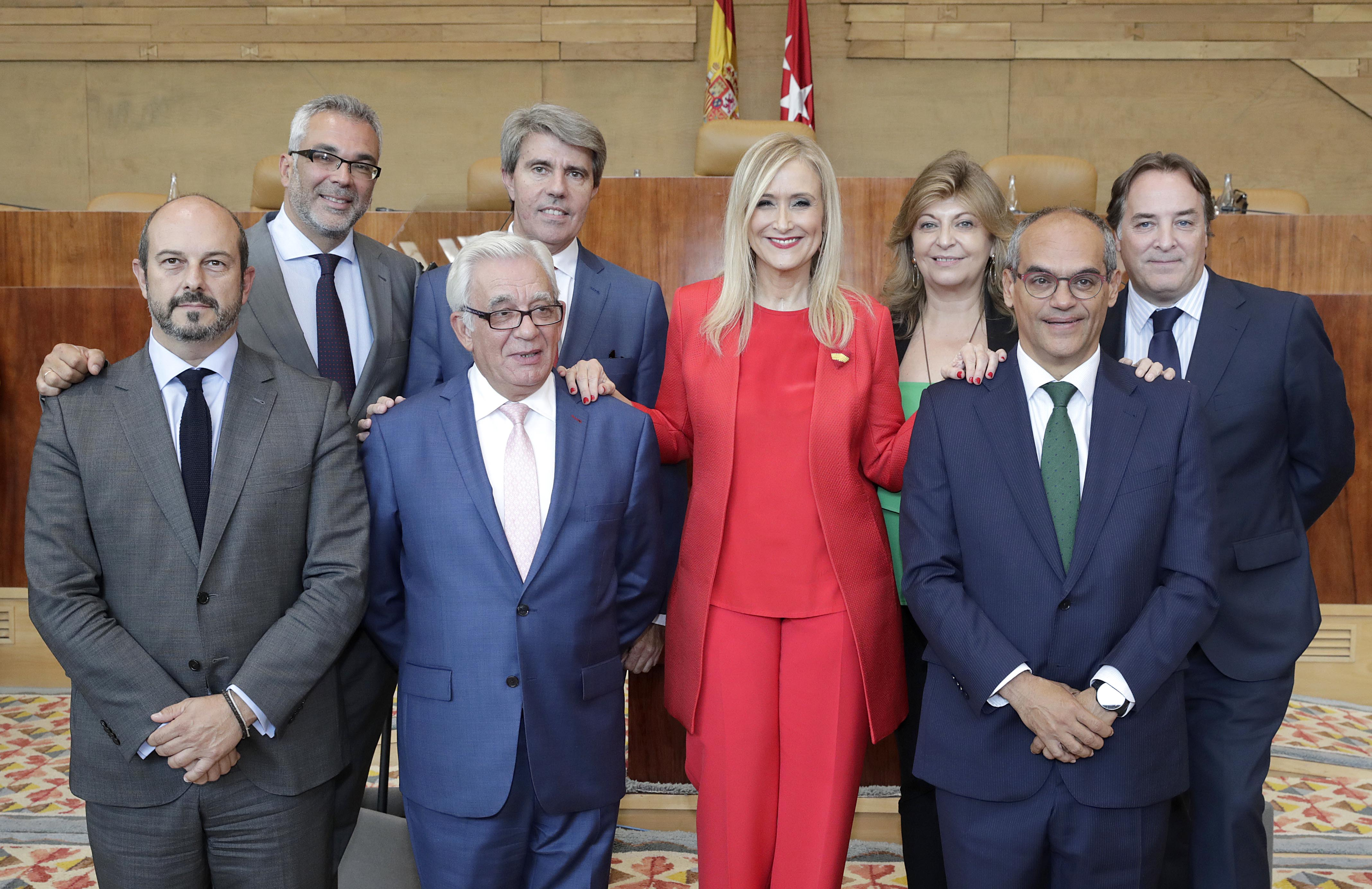
Le gouvernement Cifuentes, en septembre 2017.

Toujours proche de Cristina Cifuentes lors du passage de celle-ci par la délégation du gouvernement entre 2012 et 2015, elle le choisit comme principal soutien en vue des élections à l'Assemblée de Madrid de mai 2015 et comme directeur de son comité de campagne. Investi en deuxième position sur la liste du PP de la communauté de Madrid principalement confectionnée par Esperanza Aguirre, il est l'une des rares personnes à avoir été directement incorporé par l'ancienne déléguée du gouvernement. Il obtient ainsi l'un des 48 sièges de députés remportés par la formation. Le parti a néanmoins perdu la majorité absolue qu'il détenait la victoire d'Alberto Ruiz-Gallardón en mai 1995 et a besoin du ralliement du nouveau parti social-libéral Ciudadanos pour constituer un gouvernement. Garrido est alors chargé par Cristina Cifuentes de négocier un accord d'investiture avec le porte-parole de Ciudadanos Ignacio Aguado prévoyant un soutien sans participation de ce parti,. Cette alliance permet à Cifuentes d'être investie présidente de la communauté de Madrid le 24 juin suivant, et de former un nouveau gouvernement dans lequel tous les conseillers sortants du gouvernement d'Ignacio González sont éconduits. Le 26 juin, Ángel Garrido est nommé, à l'âge de 51 ans, conseiller à la Présidence, à la Justice et porte-parole du nouvel exécutif ; devenant le vice-président officieux de la Communauté. À la différence de nombreux gouvernements précédents, le titre officiel de vice-président ne lui est pas donné du fait de l'image encore trop présente d'Ignacio González et des affaires de corruption inhérentes. Garrido acquiert aussi une délégation de la présidence régionale pour diriger la commission gouvernementale des affaires économiques.
En septembre 2015, il est choisi pour siéger au conseil d'administration de l'entreprise publique des eaux Canal de Isabel II avec ses collègues Jaime González Taboada, Engracia Hidalgo et Pedro Rollán et est élu président de l'entité,. En juillet 2016, il ordonne la fermeture de toutes les filiales d'Amérique latine du Canal du fait de leur « faible activité » et des liens de celles-ci avec l'époque d'Ignacio González mis en lumière par l'affaire Lezo,. En septembre 2016, après une décision en ce sens du Tribunal supérieur de justice de Madrid, il annonce la destruction du terrain de golf situé dans les installations du Canal à Chamberí et créé par Esperanza Aguirre.
Il bénéficie aussi d'une délégation l'instituant président du conseil des Affaires taurines de la communauté de Madrid et gère à ce titre les contrats d'exploitation des arènes madrilènes de Las Ventas,. Lorsque la maire de Madrid, Manuela Carmena, annonce la fin de la subvention municipale donnée à l'école taurine Marcial-Lalanda basée à La venta del batán dans le district de Latina et la fermeture de celle-ci, Garrido fait savoir que la Communauté va créer sa propre école et reprendre l'ensemble des élèves et des professeurs. Ledit projet voit le jour en avril 2016 et prend le nom de « El Yiyo » en hommage au torero mortellement blessé à Colmenar Viejo en août 1985 ayant été l'un des premiers élèves de l'école Marcial Lalanda.
Après les demandes formulées en janvier 2017 par les doyens des juridictions civiles et pénales, il assume la volonté de se réunir tous les trois mois avec le conseil général du pouvoir judiciaire (CGPJ) afin de traiter de l'amélioration du service de la justice et annonce un « plan de choc » pour la justice madrilène incluant une dotation financière de quatre millions d'euros uniquement destinée à l'amélioration des infrastructures existantes et à la réfection des plus déficientes. Le 29 avril 2018, il dévoile un projet baptisé « mini-ville de la justice » devant être achevé pour le mois de septembre suivant permettant de rassembler 56 tribunaux principalement affectés au pénal et aux dossiers de violence de genre dans le district de San Blas-Canillejas. Ce plan vise ainsi à réduire la dispersion des tribunaux de la capitale, prévoit la configuration d'une entrée différente pour les prévenus et les victimes et étend la surface utilisable à 12 000 mètres carrés supplémentaires.

### Secrétaire général du PPM

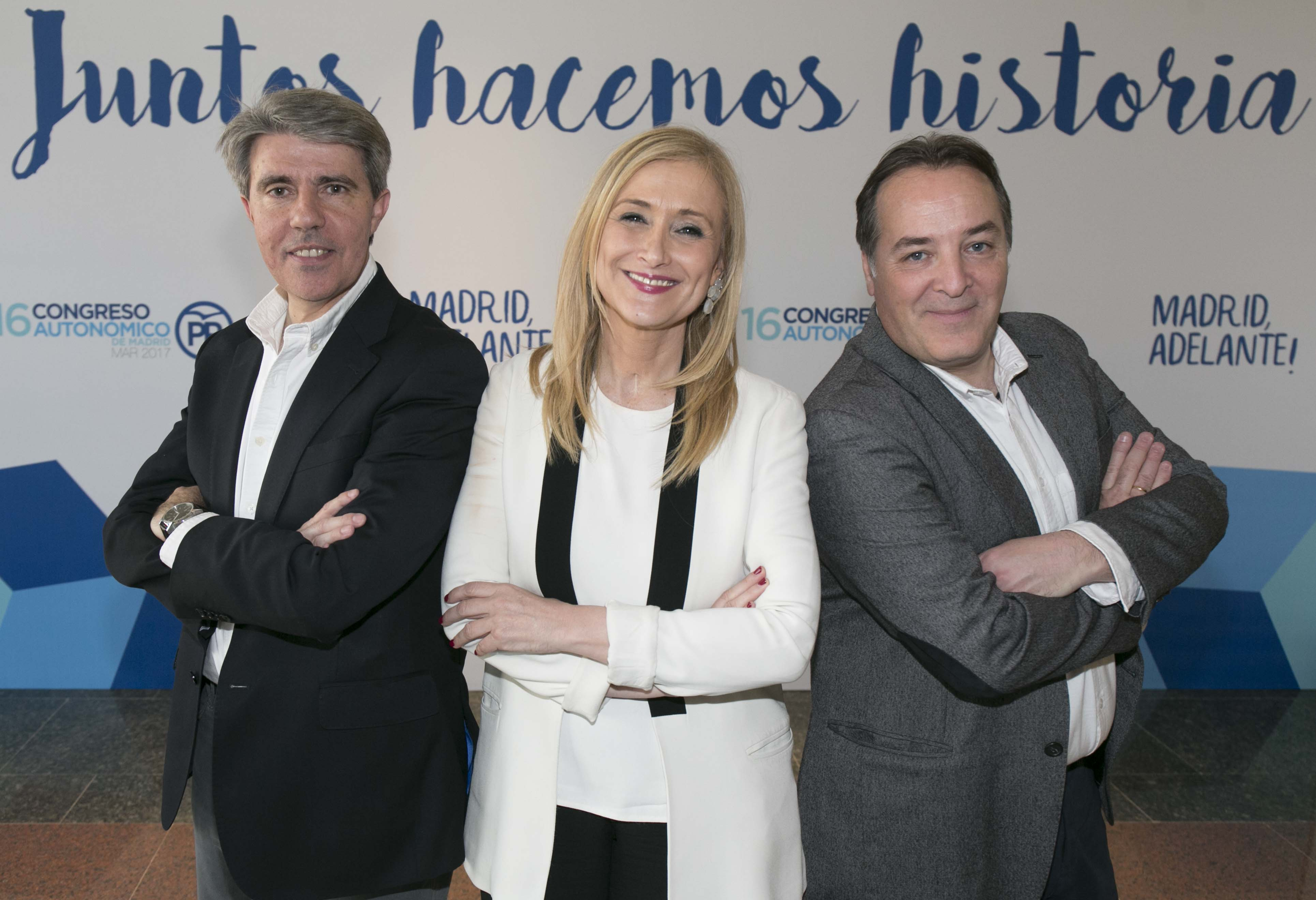
Cristina Cifuentes, Ángel Garrido et Jaime González Taboada lors du congrès du PPM, en mars 2017.

Le 14 février 2016, Esperanza Aguirre annonce sa démission de son poste de présidente du Parti populaire de Madrid (PPM) après la perquisition des locaux du parti dans le cadre d'une enquête pour corruption et indique assumer la responsabilité politique de cette situation. Le lendemain, Pablo Casado, vice-secrétaire national du parti, annonce la formation d'une direction provisoire présidée par Cifuentes et dont le député madrilène Juan Carlos Vera assure les fonctions de secrétaire général. Cifuentes nomme alors quatre des membres de son gouvernement dans l'appareil du parti ; Ángel Garrido est désigné président du comité électoral, Pedro Rollán président du comité d'adhésion, Carlos Izquierdo vice-secrétaire sectoriel et Jaime González Taboada devient vice-secrétaire à l'Organisation territoriale.
Lors du congrès régional de mars 2017 ouvert au vote direct des militants, Cristina Cifuentes est officiellement élue présidente du parti grâce au soutien de 93,3 % des suffrages exprimés. Elle forme alors une direction de fidèles et confie les postes stratégiques à de proches collaborateurs. Garrido est ainsi nommé secrétaire général du PPM et Taboada est désigné coordonnateur général. Ángel Garrido devient ainsi le véritable dauphin de Cifuentes tant au niveau gouvernemental qu'au niveau partisan. Il démissionne alors, une semaine plus tard, de son poste de président du PP de Villa de Vallecas.

### Présidence intérimaire

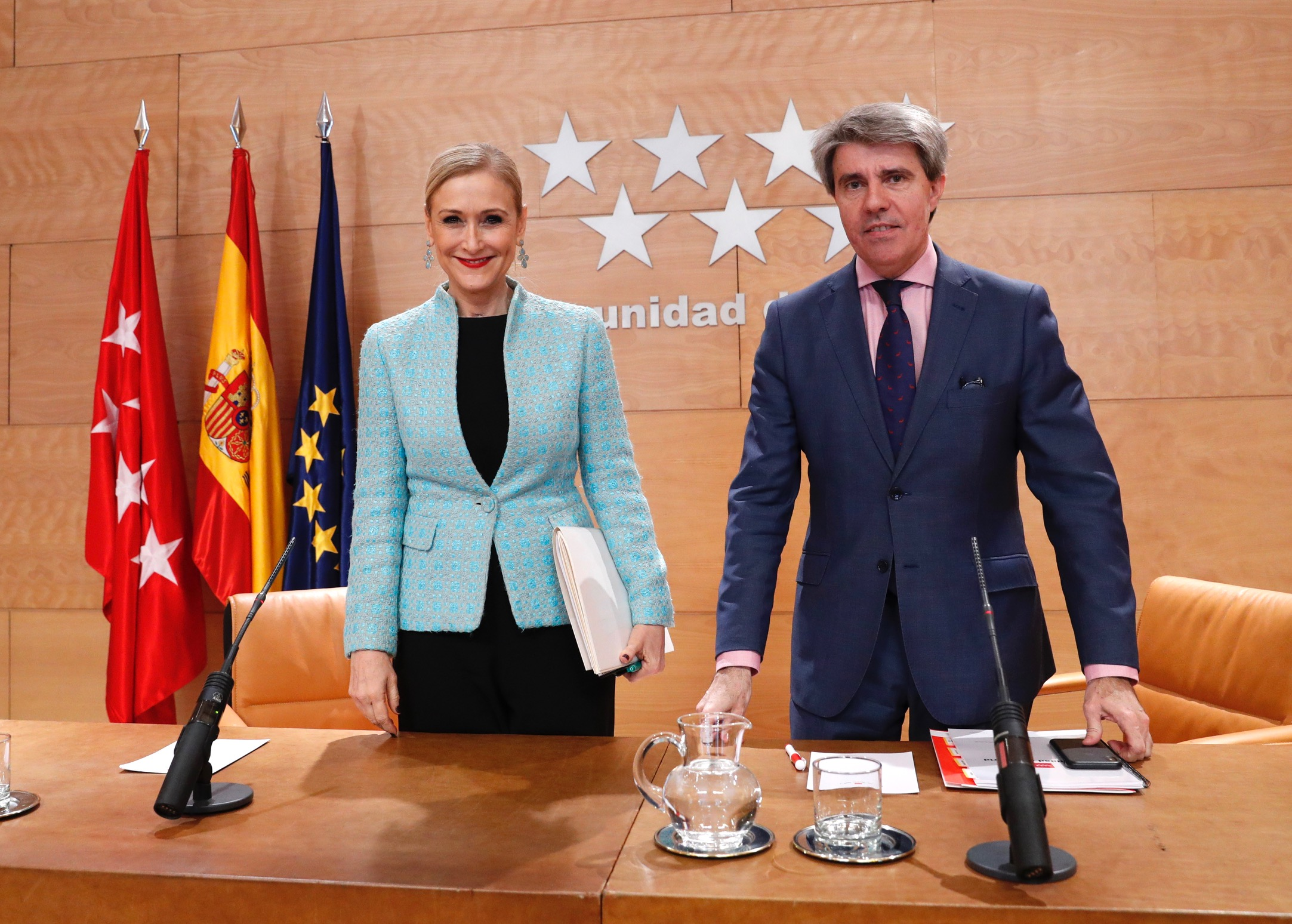
Cristina Cifuentes et Ángel Garrido lors d'une conférence de presse en mars 2018.

Le 21 mars 2018, au lendemain de la comparution de Cristina Cifuentes devant la commission d'enquête du Congrès des députés relative au financement du Parti populaire de Madrid, le journal eldiario.es publie un article dans lequel il soulève de possibles irrégularités dans l'obtention d'un master en droit public des communautés autonomes de l'université Roi Juan Carlos (URJC). Il lui revient de défendre la présidente régionale lors des différentes conférences de presse offertes après les réunions hebdomadaires du Conseil de gouvernement du fait de la disparition médiatique de celle-ci. Il qualifie alors cette information d'« énième chasse et lynchage de l'opposition » et indique qu'ils « attaquent Cifuentes car c'est la meilleure ». Alors que les allégations se précisent et que le porte-parole socialiste Ángel Gabilondo annonce la présentation d'une motion de censure contre Cifuentes, le PP préfère parler de « montage » créé par un militant aigri envers les conservateurs. Devant l'ultimatum posé par le porte-parole de Ciudadanos, il voit « raisonnable » l'intervention de la direction nationale du parti dans la crise qui secoue la communauté de Madrid et fait figure de favori voire de successeur naturel dans l'hypothèse d'une démission de Cifuentes bien qu'il dit ne pas envisager cette possibilité.
Alors que Cristina Cifuentes avait pris la décision de remettre sa démission une fois les festivités régionales du 2 mai passées, une vidéo de 2011 dans laquelle on la reconnaît avoir apparemment volé deux pots de crème dans un centre commercial est publiée le 25 avril et précipite sa chute. Une fois la démission rendue officielle par la présidente de l'Assemblée de Madrid Paloma Adrados, Ángel Garrido devient le président par intérim de la communauté de Madrid en vertu de la loi 1/1983 relative au gouvernement et à l'administration de la communauté autonome. Après la suspension de la séance de l'Assemblée prévue le lendemain, il dédie une partie de son temps à rassembler les députés de son groupe et préside son premier Conseil de gouvernement avec la volonté d'assurer la « plus grande normalité institutionnelle » possible.
En sa qualité de chef de gouvernement intérimaire, il lui revient de présider les festivités de la communauté de Madrid du 2 mai et entre dans l'histoire pour être le premier président intérimaire à exercer comme maître des cérémonies. Accompagné de la ministre de la Défense et secrétaire générale du PP María Dolores de Cospedal, de la vice-présidente de l'exécutif national Soraya Sáenz de Santamaría et de la délégué du gouvernement Concepción Dancausa, il prononce un discours institutionnel éloigné de toute considération politique en évitant toute référence à Cifuentes. Il indique seulement que la stabilité de la région doit prévaloir sur les « fluctuations politiques ».

## Président de la communauté de Madrid

### Un successeur incertain

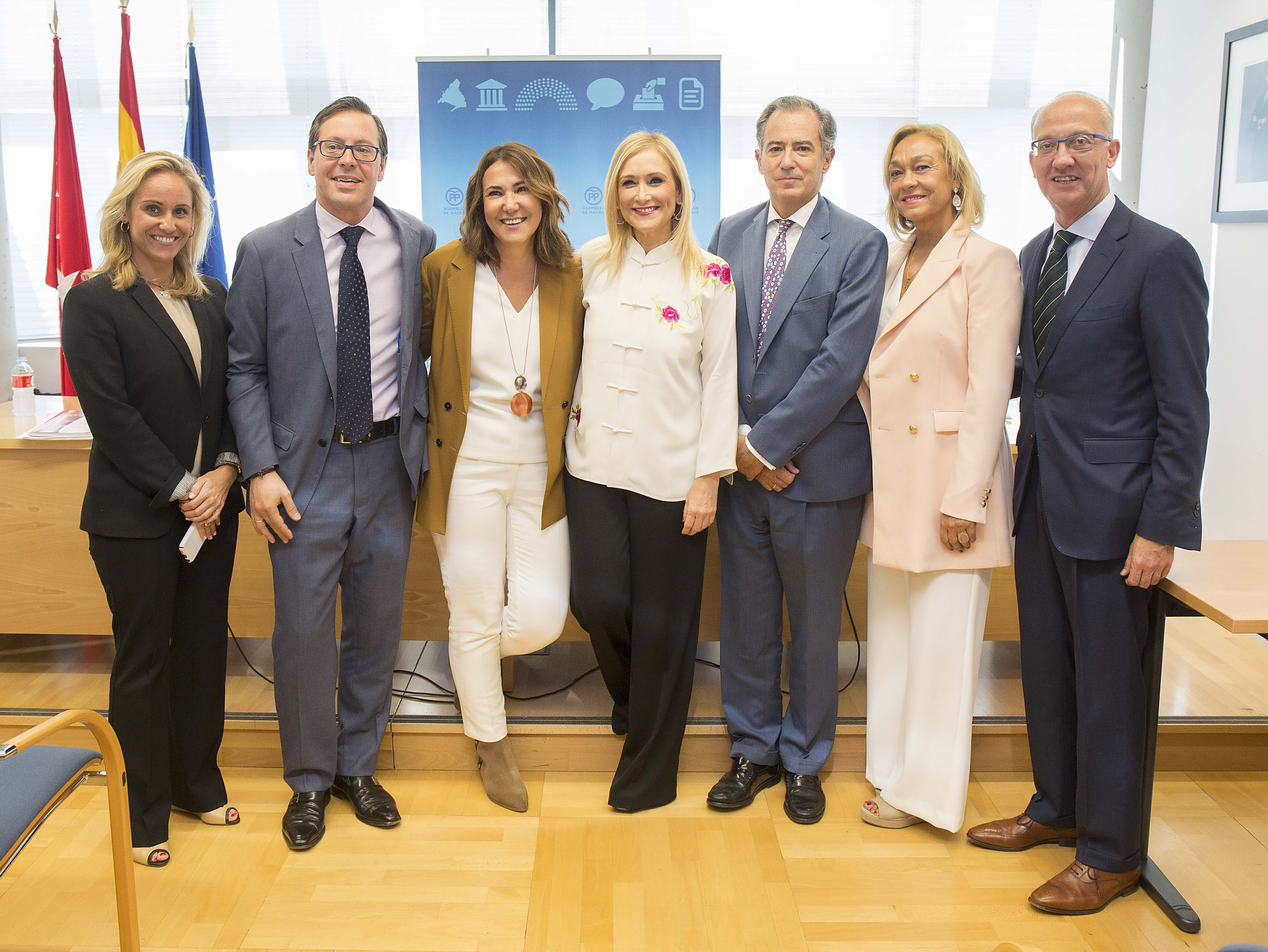
Alfonso Serrano (deuxième) et Enrique Ossorio (cinquième) en octobre 2017.

Après avoir remis sa démission, Cristina Cifuentes lance un message selon lequel Ángel Garrido est le mieux à même d'être élu comme son successeur afin de ne pas diviser à nouveau le Parti populaire de Madrid. Le lendemain, 26 avril, Garrido reste neutre en indiquant que le choix du candidat revient exclusivement à la direction nationale du PP qui doit prendre en compte ce qui convient le mieux à la communauté de Madrid. Il indique aussi qu'il respectera entièrement le choix du président du parti « comme toujours » en se qualifiant comme un militant « discipliné » et déclare que le fait « d'avoir été loyal à une personne ne te déclare pas inapte pour un nouveau projet ». Cette intervention vise essentiellement à marquer ses distances avec Cifuentes alors que la direction nationale juge son profil trop attaché à l'ex-présidente. Le même jour, le coordonnateur général du PP, Fernando Martínez-Maíllo, déclare que le PP a « beaucoup de choix » pour désigner le successeur de Cifuentes puisqu'il s'agit d'élire un des 47 députés du PP à l'Assemblée de Madrid.
La direction nationale procède alors par élimination dans le mesure où sont écartées toutes les personnalités ayant exercé d'importantes responsabilités sous les mandats d'Esperanza Aguirre et Ignacio González ainsi que toutes celles ayant été maires afin que le candidat puisse répondre à la condition de « propreté » exigée par Ciudadanos. Sont aussi écartés les députés jugés trop proches de Cifuentes afin de faciliter la reconstruction du parti avant l'échéance électorale de mai 2019. Se forme alors un trio de trois hommes pouvant assurer la brève présidence car le candidat élu ne sera, en aucun cas, le candidat lors des élections de 2019 : l'ancien secrétaire d'État aux Sports Juan Antonio Gómez-Angulo, le porte-parole parlementaire Enrique Ossorio et le vice-secrétaire sectoriel du PPM Alfonso Serrano.

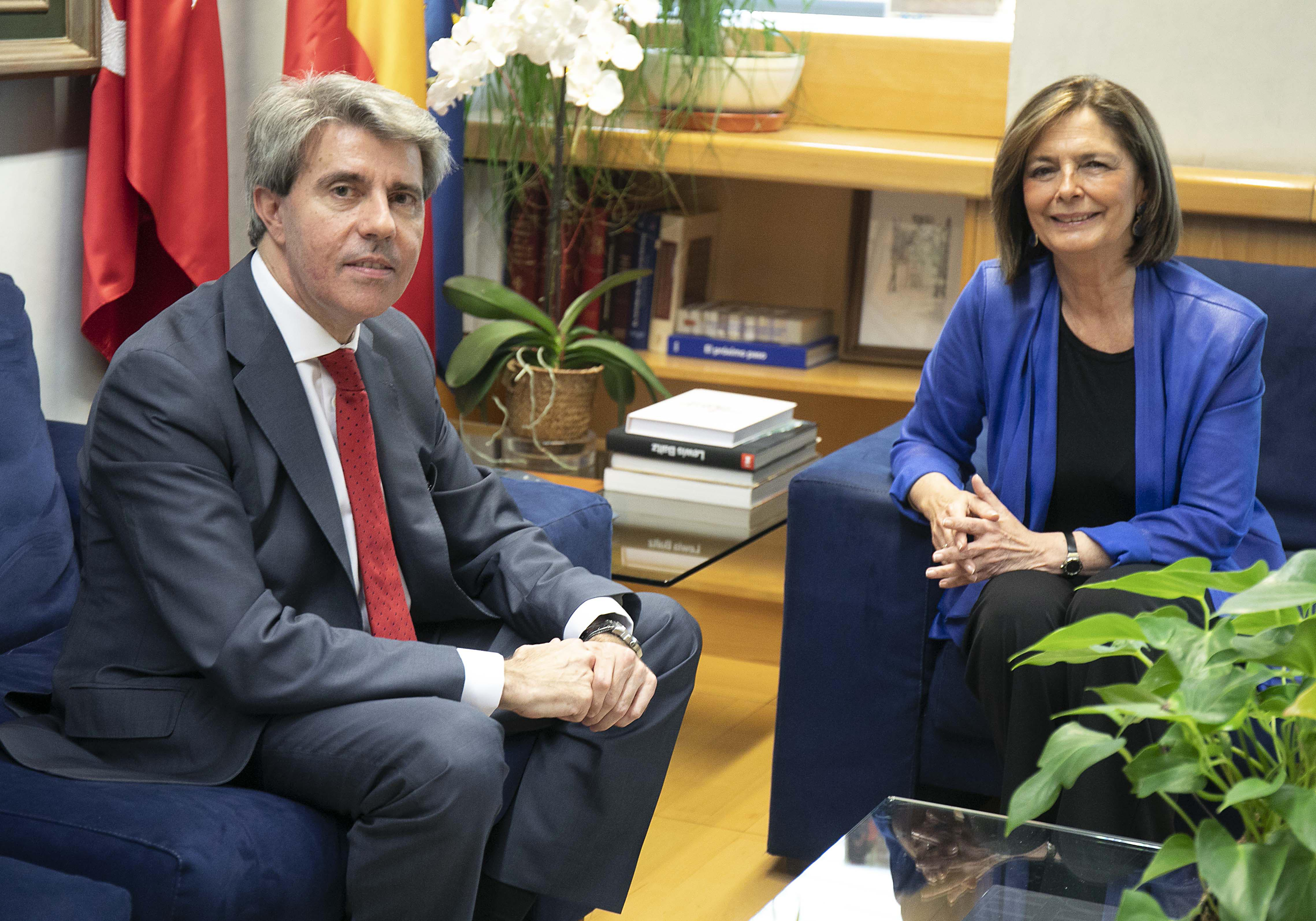
Ángel Garrido et Paloma Adrados, au terme des consultations préalables, le 8 mai 2018.

### Le choix de Rajoy
La donne change à partir du 2 mai et Garrido revient dans la course du fait de son approche moins personnaliste du pouvoir que Cifuentes. Martínez-Maíllo soutient ainsi qu'Ángel Garrido « n'est en rien écarté » et que « cela n'aurait pas de sens de nommer une personne qui changerait tout le gouvernement de la communauté de Madrid » alors que le projet du PP de Cifuentes « fonctionne et continue ». Le processus s’accélère à partir du 4 mai lorsque Paloma Adrados convoque les porte-parole parlementaires en début de semaine suivante afin de proposer un candidat à l'investiture,. Le 7 mai, la direction nationale du PP propose Ángel Garrido comme successeur de Cifuentes, une décision aussitôt ratifiée par le comité électoral national que préside Alicia Sánchez-Camacho permettant au président du parti d'affirmer son autorité face à sa secrétaire générale María Dolores de Cospedal. Garrido reçoit le soutien d'Albert Rivera, président de Ciudadanos, immédiatement après sa désignation. En revanche, il perd ses fonctions de secrétaire général du PPM au profit de son prédécesseur, Juan Carlos Vera, et ne se voit pas confier la présidence régionale du parti, qui revient au président du Sénat et ancien titulaire de la fonction Pío García-Escudero.

### Investiture
Le 9 mai, au terme des consultations préalables avec les groupes politiques, Paloma Adrados propose officiellement la candidature d'Ángel Garrido à l'investiture de la chambre lors d'une séance convoquée le 17 mai. Garrido annonce alors s'atteler à la préparation du débat d'investiture et à l'élaboration d'un programme de gouvernement pour la dernière année de la législature. Le porte-parole de Ciudadanos, Ignacio Aguado, maintient cependant son idée d'une « présidence intérimaire » afin que le PP ne puisse proposer aucune mesure politique destinée à flatter son électorat.

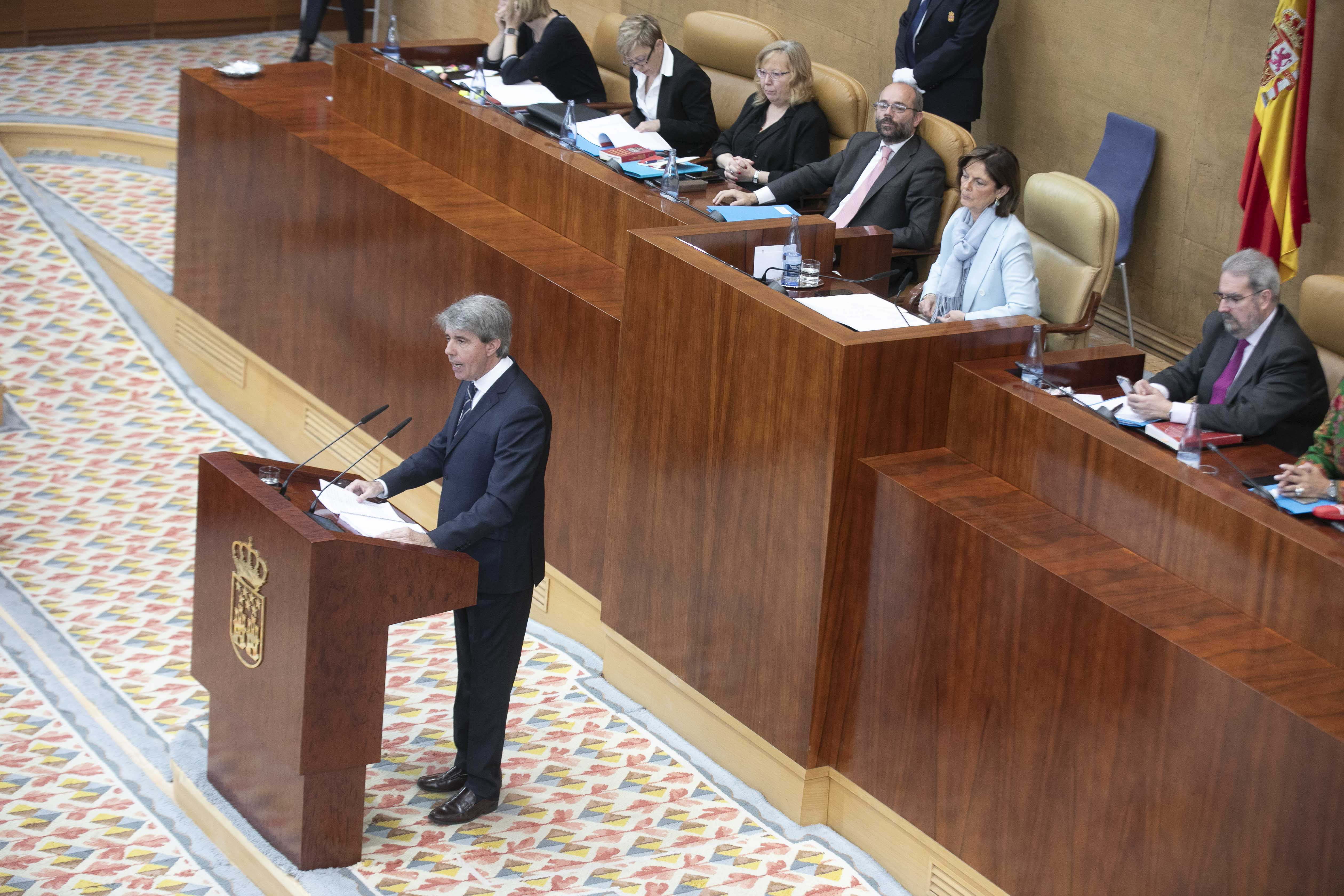
Ángel Garrido présente son programme lors de la session d'investiture de l'Assemblée de Madrid le 17 mai 2018.

En ouverture de son discours d'investiture, il indique n'avoir jamais espéré « être le protagoniste d'un tel débat » mais qu'il n'esquivera pas sa responsabilité devant les madrilènes et revendique le droit du Parti populaire à gouverner car sa liste a obtenu plus d'un million de voix lors des élections de 2015. Il dit que les « trois dernières années [de gouvernement] font partie des plus productives que le parti a donné à la communauté de Madrid » et que le fait de devoir investir un nouveau président de la communauté autonome ne se doit aucunement à une erreur de gestion de l'exécutif sortant. Dédiant quelques mots à Cristina Cifuentes, Garrido indique que « son projet mérite d'être achevé ». Parmi les grandes mesures « qui démentent par elles-mêmes la prétention que la législature soit déjà achevée », il annonce notamment une baisse des impôts et une déduction pour les parents souhaitant embaucher une assistante maternelle pour leur enfant de moins de trois ans. Il communique également sa volonté de créer un département entièrement consacré à la Justice afin de le doter de plus de moyens. Il fait savoir qu'il amendera le projet de loi relatif au patrimoine historique afin d'inclure un nouveau label visant à protéger des lieux liés à la guerre civile et qu'il défendra activement les victimes du terrorisme, une mesure habituelle du parti.
Malgré les différentes stratégies politiques employées par les partis, il forme un appel au respect personnel entre les députés de l'Assemblée de Madrid et formule des excuses dans les cas où il a pu offenser certains parlementaires alors qu'il occupait les fonctions de porte-parole du gouvernement. Dressant un discours de « centre réformiste » basé sur la liberté, la fiscalité modérée et la famille, il fait sienne une phrase d'Adolfo Suárez : « le centre correspond à la synthèse et non au désert, au rapprochement et non à l'équidistance, à la dynamique et non à l'indéfinition, et le réformisme correspond pour cela au centre. Avec ce centre depuis lequel j'aspire à gouverner »,.
Le porte-parole de Ciudadanos, Ignacio Aguado, souligne le ton conciliateur et les formes du discours de Garrido mais regrette que le candidat n'a prononcé aucun mot sur la corruption, la régénération politique ainsi que son manque d'autocritique. Il qualifie alors le fait d'investir un président « intérimaire » tombé d'une « navette spatiale » pour ne s'être jamais présenté aux élections de situation la « moins mal et la moins dommageable ». Sur le manque de stabilité institutionnelle, il indique qu'elle est due aux « responsables de corruption politique et universitaire ». Il critique enfin l'attitude du PSOE qui ne veut que le « siège » et non pas de réformes. Le porte-parole adjoint et secrétaire général du PSM-PSOE, José Manuel Franco, censure un discours « triomphaliste, éloigné de la réalité et avec une absence totale d'autocritique » tandis que celle de Podemos, Lorena Ruiz-Huerta, dénonce un discours portant sur une « communauté de Madrid qui n'existe pas ».
Le 18 mai 2018, il obtient l'investiture de l'Assemblée de Madrid grâce au soutien de 65 députés de son groupe et de Ciudadanos face aux 64 voix contre du PSOE et de Podemos. Il devient alors le sixième président de la communauté de Madrid depuis la création de la communauté autonome en 1983,. Lors de ses premières déclarations en tant que président élu, il dit ressentir un « authentique honneur et une énorme responsabilité » puis remarque qu'il « pourra commettre des erreurs, comme tout humain, mais qu'il s'emploiera au maximum ». Le soir, il assiste depuis le siège du gouvernement régional à la réception de la coupe de la ligue Europa remportée, deux jours auparavant, par l'Atlético de Madrid. Il est officiellement nommé président de la communauté de Madrid le lendemain, 19 avril, par décret royal contresigné par le président du gouvernement Mariano Rajoy. Il prend possession de ses fonctions le 21 mai suivant, en présence de la nouvelle direction du PPM, de María Dolores de Cospedal, Soraya Sáenz de Santamaría et Fátima Báñez ainsi que des députées María Jesús Bonilla et Mar Blanco.

### Élections de 2019

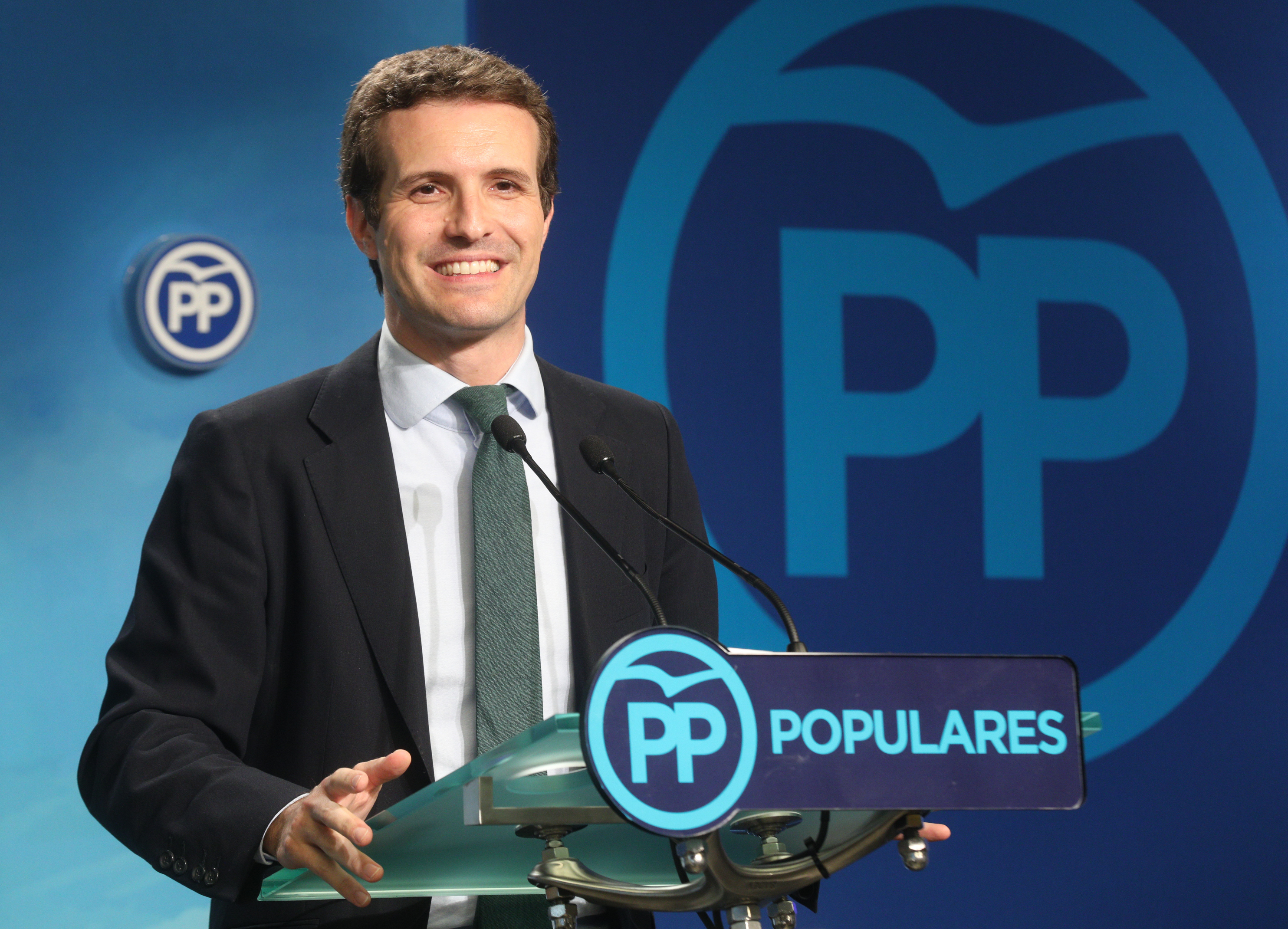
Une éventuelle candidature d'Ángel Garrido aux élections de mai 2019 dépend du choix de Pablo Casado.

Lorsqu'il est désigné candidat à la présidence de la communauté de Madrid par Mariano Rajoy, la direction nationale a dans l'idée qu'il ne fasse que terminer le mandat entamé en 2015 par Cristina Cifuentes. Ainsi pour le coordonnateur général du PP Fernando Martínez-Maíllo, « ce que nous faisons [le 7 mai], c'est désigner un candidat à l'investiture. Il a un mandat jusqu'au terme de la législature. C'est notre engagement ». Pourtant, à peine deux mois après son entrée en fonction, Garrido laisse entendre qu'il pourrait être candidat aux élections de mai 2019, indiquant que « ce que fera le président [du Parti populaire], c'est choisir la personne qu'il estime pouvoir le mieux représenter les intérêts du PP à Madrid. Si c'est moi, alors ce sera moi, et si ce n'est pas le cas, ce sera une autre personne et je serai avec elle. Je suis un militant discipliné, et je suis ce que dit le président du parti, qui choisira la personne qui peut obtenir les meilleurs résultats ».
Le 28 août 2018, au retour de ses congés d'été, il affirme indirectement sa candidature. « J'aime être président ? Oui. Ça me plaît ? Oui. J'ai un projet ? Oui » explique-t-il, ajoutant que « la décision relève de la direction nationale et c'est au président qu'il revient de décider en dernier recours ». Dans un entretien radio qu'il accorde une semaine plus tard, il précise ne pas connaître les délais d'investiture pour les prochaines élections mais dit vouloir « continuer d'être président » après 2019.
Il réalise trois annonces le 17 septembre, destinées à le renforcer comme favori pour la candidature en mai 2019. Il fait part de son intention de voyager à Bruxelles le mois suivant, pour participer au débat sur l'avenir de l'Union européenne ; informe que l'économie de la communauté de Madrid sera bientôt la première d'Espagne, devant celle de la Catalogne ; et indique qu'il compte mettre en place un comité d'experts afin de penser l'avenir de sa communauté autonome, au-delà du prochain scrutin parlementaire. Dans un entretien au journal ABC le 7 octobre, il revendique directement sa candidature en affirmant « j'aimerais être candidat, car je crois que je peux gagner les élections », précisant que « tout cela dépend de Pablo Casado, qui va prendre la meilleure décision possible ».

## Ralliement à Ciudadanos

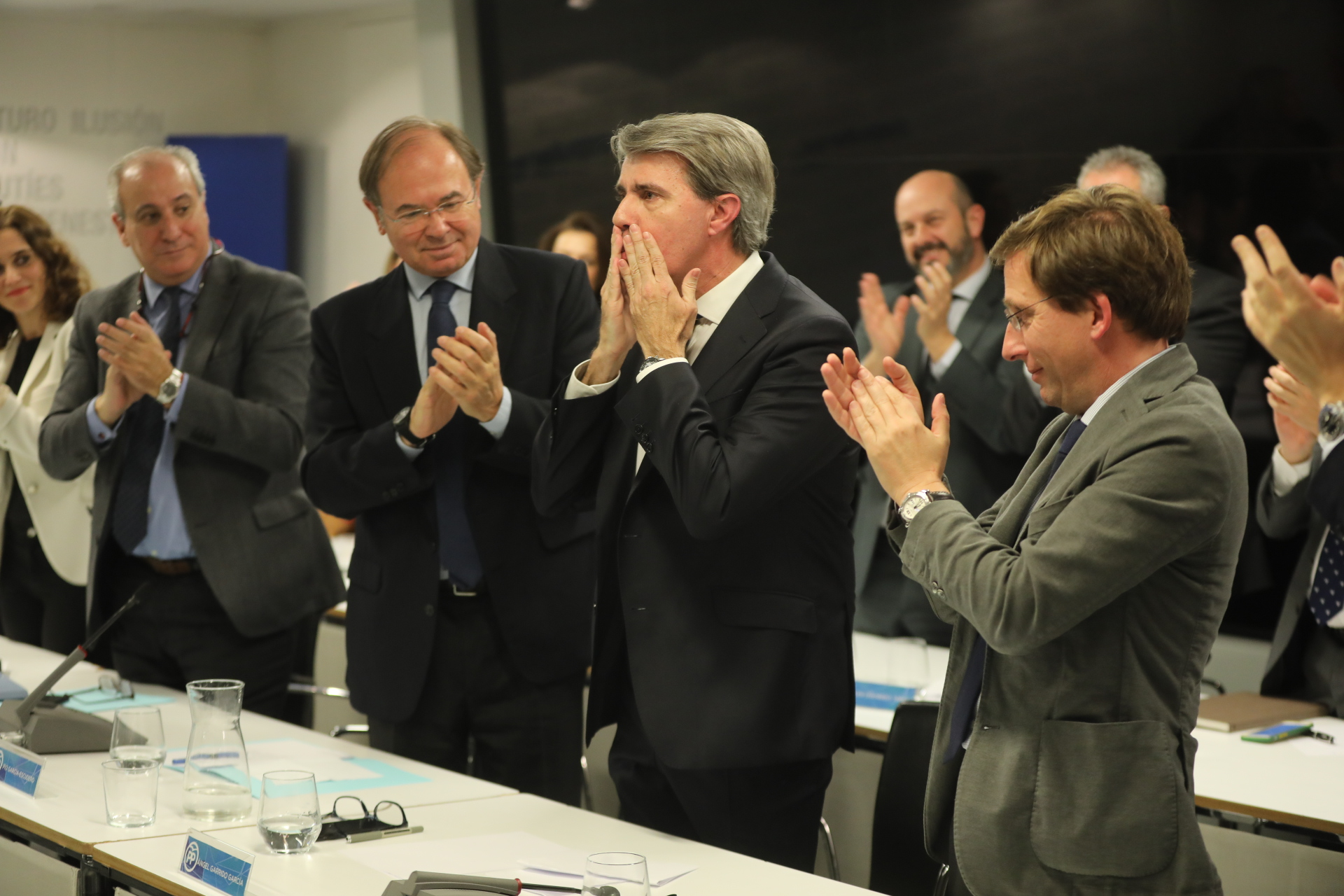
Garrido lors d'une réunion du conseil directeur du parti au niveau régional en janvier 2019, après avoir appris qu'il ne serait pas candidat aux élections régionales.

### Rejet de sa candidature à un nouveau mandat
Le 12 janvier 2019, Pablo Casado révèle cependant qu'il a choisi la secrétaire à la Communication du PP et ancienne vice-conseillère à la Justice de la communauté autonome Isabel Díaz Ayuso comme candidate aux élections du 26 mai 2019.
Près de deux mois et demi plus tard, Casado « repêche » Ángel Garrido pour les élections européennes du 26 mai, le plaçant en 4e position sur la liste du PP emmenée par Dolors Montserrat. S'exprimant publiquement, il remercie chaleureusement le président du PP et parle d'un moment important, saluant l'engagement européiste du PP à l'heure où de nombreux pays comptent des partis opposés à l'intégration européenne. Il remet donc sa démission à Paloma Adrados dix jours plus tard afin de se conformer à l'incompatibilité entre une candidature aux élections européennes et des fonctions exécutives régionales.

### Adhésion à Ciudadanos et conseiller aux Transports
Bien qu'il ait signé le 22 avril son acte d'acceptation de candidature, il révèle deux jours plus tard — à moins d'une semaine des élections générales — son intention de quitter le Parti populaire et de rejoindre Ciudadanos, dont le chef de file à Madrid Ignacio Aguado annonce qu'il occupera la 13e place sur sa liste aux élections régionales. Il affirme avoir pris cette décision « pour des raisons de principe et de conviction » car « Ciudadanos représente les critères selon lesquels j'ai toujours travaillé ». Exprimant son « respect et [sa] considération » pour Casado, il reconnaît n'avoir informé personne au sein de la direction du PP de son choix d'abandonner son parti.

## Retrait de la vie politique
Après que la présidente de la communauté de Madrid Isabel Díaz Ayuso a annoncé la dissolution de l'Assemblée de Madrid et la convocation d'élections anticipées pour le 4 mai 2021, Ángel Garrido fait le choix d'abandonner la vie politique. Il met ainsi fin à plus de 30 ans d'engagement militant et dit envisager une reconversion professionnelle.